# TV60Filmproduktion
TV60Filmproduktion GmbH ist eine deutsche Filmproduktionsfirma.

## Firmengeschichte
1960 wurde von Utz Utermann und Claus Hardt in München die Produktionsfirma TV-60 gegründet. In den 1970er Jahren schied Utz Utermann aus und 1978 etablierten Claus Hardt und Bernd Burgemeister gemeinsam die TV60Filmproduktion GmbH. 1991 schied Claus Hardt aus und Bernd Burgemeister führte das Unternehmen bis 2008.
Hauptgeschäftspartner und Auftraggeber waren zunächst das ZDF und die Sender der ARD, später auch RTL, SAT.1, ProSieben und diverse ausländische Privatsender. 1993 begann Sven Burgemeister als kreativer Producer bei TV60Film. Er wurde 1999 Mitgesellschafter der Firma und übernahm seit 2002 gemeinsam mit Bernd Burgemeister die Geschäftsführung. Im gleichen Jahr wurde die TV60Filmproduktion ebenfalls Mehrheitsgesellschafter der Goldkind Filmproduktion. Nach dem Tod von Bernd Burgemeister im Sommer 2008 übernahm Sven Burgemeister als kreativer Produzent die Geschäftsführung der Firma. Marion Dany verantwortet seit 2010 die Herstellungsleitung als Nachfolgerin von vormals Jo Schäfer und davor Dieter Graber. Ulrich Sauer verantwortet seit 2011 den Bereich des Controllings. Von 2004 bis 2019 produzierten Gloria Burkert und Andreas Bareiss exklusiv für die TV60Film ihre Projekte gemeinsam mit Bernd bzw. Sven Burgemeister. Aktuell arbeiten mit ihm Laura Schlesinger als kreative Producerin sowie Marcus Roth und Andreas Schneppe als kreative Produzenten exklusiv für die TV60Film.
Die TV60Film hat ca. 8–10 feste Mitarbeiter, sie ist noch vollständig unabhängig von Konzernen und Holdings, mittelständisch und wird vom Inhaber selbst geführt.

## Unternehmen
TV60Film ist eine deutsche Film- und Fernsehproduktionsgesellschaft mit Sitz in München. Fernsehfilme, Fernsehserien, Mehrteiler, sowie Kinofilme und Dokumentationen umfassen den Tätigkeitsbereich des mittelständischen und konzernunabhängigen Unternehmens. Darunter sind auch internationale Koproduktionen zu finden. Die Programme werden von TV60Film entwickelt, finanziert und hergestellt. Die TV60Film ist Gründungsmitglied der Allianz deutscher Produzenten.

## Produktionen

### Spielfilme
- 1988: Anna – Der Film
- 1994: Tafelspitz
- 1998: Die Stunde des Lichts
- 2003: Der alte Affe Angst

### Fernsehfilme
- 1963: Die zwölf Geschworenen
- 1987: Der Schrei der Eule
- 1988: Crash
- 1989: Tote leben nicht allein
- 1990: Das Geheimnis des gelben Geparden
- 1991: Der Tod kam als Freund
- 1995: Halali
- 1998: Das Finale
- 1998: Der kleine Dachschaden
- 1999: OA jagt Oberärztin
- 2000: Der Weihnachtswolf
- 2002: Die Hoffnung stirbt zuletzt
- 2002: Ghettokids – Brüder ohne Heimat
- 2002: Der Mann von nebenan
- 2004: Im Zweifel für die Liebe
- 2004: Marias letzte Reise
- 2004: Grüße aus Kaschmir
- 2004: Der Traum ihres Lebens
- 2004: Der Mörder meines Vaters
- 2004: Der Mann von nebenan lebt!
- 2005: Emilia: Familienbande – Die zweite Chance
- 2005: Die Spielerin
- 2006: Mütter, Väter, Kinder
- 2006: Ich wollte nicht töten
- 2006: Fürchte dich nicht
- 2006: Das wahre Leben
- 2006: Eine Stadt wird erpresst
- 2007: Verlassen
- 2008: In jeder Sekunde
- 2008: Tierisch verliebt
- 2008: Mein Mann, seine Geliebte und ich
- 2008: Nichts als Ärger mit den Männern
- 2009: Jeder Mensch braucht ein Geheimnis
- 2009: Das Haus ihres Vaters
- 2010: Familie auf Probe
- 2010: Die Wanderhure
- 2010: Die Route
- 2011: Heiraten ist auch keine Lösung
- 2011: Verschollen am Kap I-II
- 2011: Gestern waren wir Fremde
- 2011: Und dennoch lieben wir
- 2011: Dreileben – Komm mir nicht nach
- 2012: Bamberger Reiter. Ein Frankenkrimi
- 2012: Die Rache der Wanderhure
- 2012: Das Vermächtnis der Wanderhure
- 2014: Die Frau aus dem Moor
- 2014: Cecelia Ahern – Zwischen Himmel und hier
- 2014: Cecelia Ahern – Mein ganzes halbes Leben
- 2014: Das Lächeln der Frauen
- 2014: Storno
- 2015: Das goldene Ufer
- 2016: Dora Heldt: Wind aus West mit starken Böen
- 2017: Die Ketzerbraut
- 2017: Tod im Internat
- 2017: Ellas Baby
- 2018: Jung, blond, tot – Julia Durant ermittelt
- 2018: Amokspiel
- 2018: Cecelia Ahern – Ein Moment fürs Leben
- 2018: Cecelia Ahern – Dich zu lieben
- 2021: Geliefert

### Fernsehserien
- 1977: Mond Mond Mond
- 1979: Timm Thaler
- 1980: Fantomas
- 1980: Silas
- 1982: Jack Holborn
- 1982: Smileys Leute
- 1983: Nesthäkchen
- 1984: Patrik Pacard
- 1985: Oliver Maass
- 1986: Mino – Ein Junge zwischen den Fronten
- 1987: Hans im Glück
- 1987: Anna
- 1989: Die Rumpelhanni
- 1990: Regina auf den Stufen
- 1991: Ein seltsames Paar
- 1993: Clara
- 1993–1998: Nicht von schlechten Eltern
- 1994: Dr. Schwarz und Dr. Martin
- 1995: Frankie
- 1996: Deutschlandlied
- 1998: Schock – Eine Frau in Angst
- 1998: Zwei allein
- 1999: Liebe und weitere Katastrophen
- 2000: Zwei Asse und ein König
- 2017: 5vor12

### Fernsehreihen
- seit 1979: Tatort, u. a.:
  - 2008: Der oide Depp
  - 2008: Liebeswirren
  - 2011: Gestern war kein Tag
  - 2011: Ein ganz normaler Fall
- 1988–2001: Anwalt Abel
  - 1988: Der Dienstagmann
  - 1991: Noch Zweifel, Herr Verteidiger?
  - 1991: Reiche Kunden killt man nicht
  - 1992: Kaltes Gold
  - 1993: Sprecht mir diesen Mörder frei
  - 1994: Ihr letzter Wille gilt, Teil 1
  - 1994: Ihr letzter Wille gilt, Teil 2
  - 1994: Rufmord
  - 1996: Ihre Zeugin, Herr Abel!
  - 1996: Ein Richter in Angst
  - 1997: Erpresserspiel
  - 1997: Das schmutzigen Dutzend
  - 1998: Todesurteil für eine Dirne
  - 1998: Die Spur des Mädchenmörders
  - 1999: In tödlicher Gefahr
  - 1999: Die Mörderfalle
  - 2000: Das Geheimnis der Zeugin
  - 2000: Der Voyeur und das Mädchen
  - 2001: Zuckerbrot und Peitsche
  - 2001: Salut, Abel!
- seit 2001: Das Duo
  - 2002: Das Duo: Im falschen Leben
  - 2002: Das Duo: Tod am Strand
  - 2002: Das Duo: Totes Erbe
  - 2003: Das Duo: Stiller Tod
  - 2003: Das Duo: Der Liebhaber
  - 2004: Das Duo: Bauernopfer
  - 2004: Das Duo: Falsche Träume
  - 2005: Das Duo: Blutiges Geld
  - 2005: Das Duo: Herzflimmern
  - 2005: Das Duo: Unter Strom
  - 2006: Das Duo: Auszeit
  - 2006: Das Duo: Man lebt nur zweimal
  - 2006: Das Duo: Der Sumpf
  - 2007: Das Duo: Liebestod
  - 2008: Das Duo: Verkauft und verraten
  - 2008: Das Duo: Echte Kerle
  - 2008: Das Duo: Sterben statt erben
  - 2009: Das Duo: Wölfe und Lämmer
  - 2009: Das Duo: Bestien
  - 2010: Das Duo: Mordbier
  - 2010: Das Duo: Tödliche Nähe
  - 2010: Das Duo: Liebe und Tod
  - 2011: Das Duo: Der tote Mann und das Meer
  - 2012: Das Duo: Tote lügen besser
- seit 2006: Polizeiruf 110
  - 2006: Er sollte tot
  - 2009: Endspiel
  - 2014: Smoke on the Water

- seit 2010: Kreutzer kommt
  - 2010: Kreutzer kommt...in den Club
  - 2012: Kreutzer kommt...ins Krankenhaus

- seit 2014: München Mord Reihe
  - 2014: Wir sind die Neuen
  - 2014: Die Hölle bin ich
  - 2016: Kein Mensch, kein Problem
  - 2016: Wo bist Du, Feigling?
  - 2017: Einer, der’s geschafft hat
  - 2017: Auf der Straße, nachts, allein
  - 2018: Die ganze Stadt ein Depp
  - 2019: Leben und Sterben in Schwabing
  - 2019: Die Unterirdischen
  - 2020: Ausnahmezustand
  - 2020: Was vom Leben übrig bleibt
  - 2021: Der Letzte seiner Art
  - 2021: Das Kamel und die Blume
  - 2022: Dolce Vita
  - 2022: Schwarze Rosen
  - 2023: Damit ihr nachts ruhig schlafen könnt
  - 2023: Der gute Mann vom Herzogpark
  - 2024: A saisonale G’schicht

- seit 2014: Sechs auf einen Streich
  - 2014: Die drei Federn
  - 2015: Prinzessin Maleen
  - 2020: Der starke Hans
  - 2023: Die verkaufte Prinzessin
- seit 2015: Schwarzach 23
  - 2015: Schwarzach 23 – Und die Hand des Todes
  - 2017: Schwarzach 23 – Und die Jagd nach dem Mordsfinger
  - 2018: Schwarzach 23  – Und der Schädel des Saatans
  - 2020: Schwarzach 23 – Und das mörderische Ich

- seit 2016: Der Tel-Aviv-Krimi
  - 2016: Tod in Berlin
  - 2016: Shiv'a
  - 2017: Masada
  - 2017: Alte Freunde

- seit 2017: Kommissar Pascha
  - 2017: Kommissar Pascha
  - 2017: Bierleichen. Ein Paschakrimi